# Nils Fougstedt
Nils Fougstedt (Stoccolma, 1881 – Stoccolma, 1954) è stato un artigiano, scultore, illustratore e decoratore svedese.

## Biografia
Figlio di Lorenz Fougstedt e Ingeborg Petterson, era fratello di Arvid Fougstedt.
Lavorò principalmente con la latta. Ispirò Estrid Ericson, e insieme a lei fondò la Svenskt Tenn, ovverosia "Latta svedese", nel 1924. Come illustratore disegnò contribuendo ad alcuni giornali di Stoccolma.
Oggi è sepolto al cimitero di Sandudd, a Helsinki. È rappresentato al museo nazionale di Stoccolma.